# Hervormde Kerk (Wymeer)
De Hervormde Kerk (Reformierte Kirche) in Wymeer in het Oost-Friese Reiderland (Nedersaksen) werd in het jaar 1886 als neogotische zaalkerk gebouwd. De klokkentoren is ouder en dateert uit 1788.

## Geschiedenis
De eerste op een warft staande laatgotische kerk uit het jaar 1590 werd met de tijd te klein voor de groeiende gemeente. In 1788 was de kerk nog voorzien van een nieuw gewelf, tegelijk met de bouw van een nieuwe klokkentoren nadat de houten toren was ingestort. Maar tegen het einde van de 19e eeuw waren de 253 zitplaatsen ontoereikend en dus moest er een nieuwe kerk worden gebouwd. Hiervoor leende de kerk van boeren van de gemeente 21.500 goudmarken om het plan te kunnen realiseren. Op de plek van de oude kerk verrees naar een ontwerp van de architect H. Vespermann in 1886 de neogotische nieuwbouw .
De vrijstaande toren uit het jaar 1788 bleef bij de nieuwbouw bewaard. In de toren hangen een kleine klok uit de 13e eeuw, een grotere uit 1521 en een nieuwe klok uit. Als windvaan dient een paard.

## Interieur
Het interieur van de kerk kent geen oostelijke oriëntatie: de preekstoel en de avondmaalstafel staan in het westelijke deel opgesteld en het orgel heeft een plaats gekregen op een oostelijke galerij. Vermoedelijk dateert de kansel uit de 16e eeuw. In samenhang met de laatste renovatie kreeg de kansel weer de oorspronkelijke witte en vergulde kleuren. Ook de avondmaalstafel uit de 16e eeuw stamt oorspronkelijk uit de laatgotische voorgangerkerk. De kerkbanken zijn in turquoise tinten geverd. Onder de galerij bevinden zich twee grafzerken van predikanten, die hier in de 18e eeuw dienden.
Tot het liturgisch vaatwerk behoren een versierde beker uit de 17e eeuw, een tinnen kan uit de barok en één uit 1875, een beker en twee schalen uit 1863 alsook een tinnen doopschaal in empirestijl.

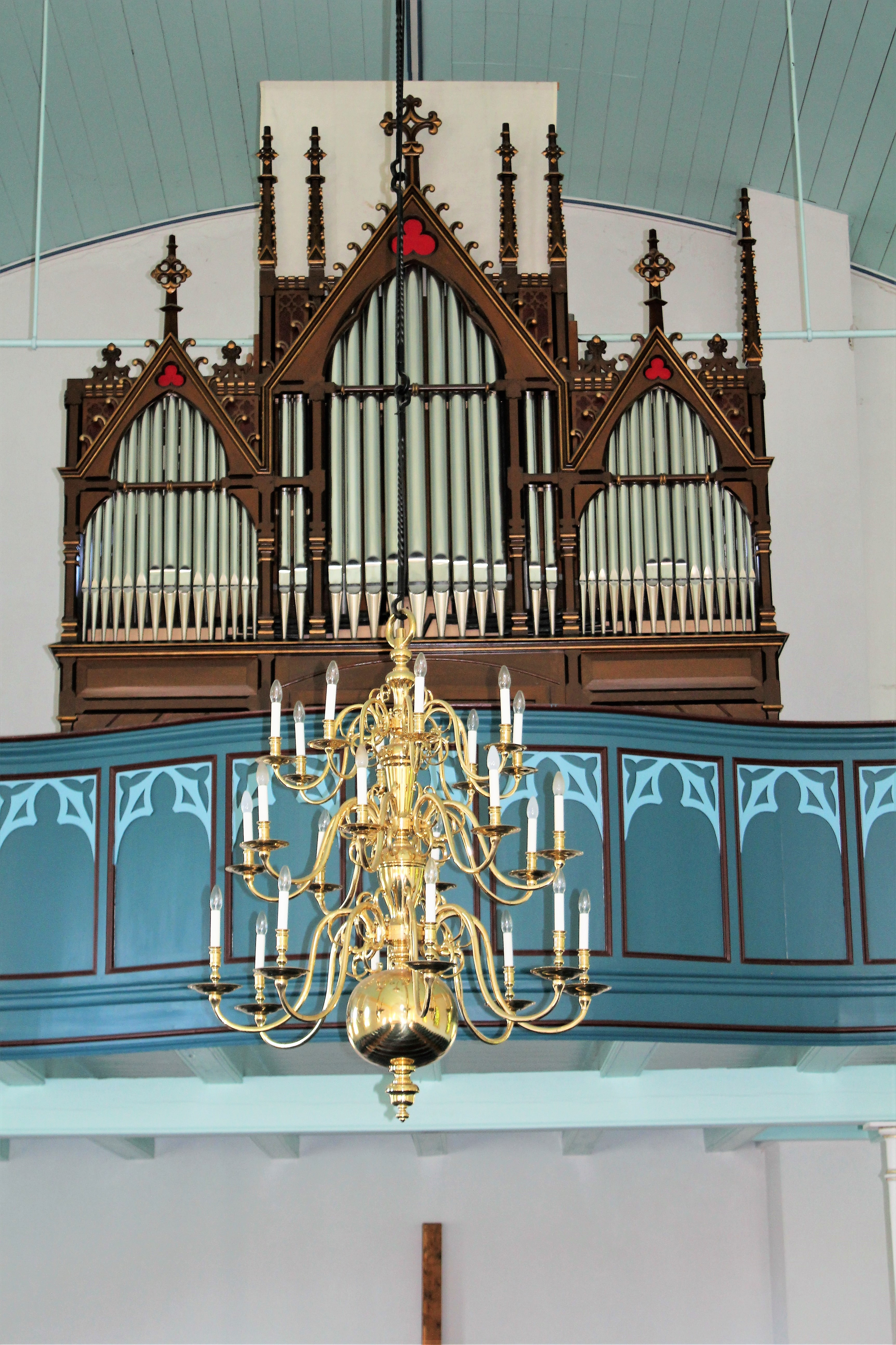
Orgel

## Orgel
Johann Diepenbrock bouwde in 1888 het orgel met 15 registers op twee manualen en pedaal. Het neogotische front en de tongregisters werden door andere firma's gebouwd. Het werk heeft een mechanische kegellade en bleef nagenoeg geheel bewaard, met uitzondering van de frontpijpen, want die werden in de Eerste Wereldoorlog gevorderd ten behoeve van de oorlogsindustrie. De conceptie van het orgel zonder zwelwerk en de dispositie met mixtuur en trompet verwijzen naar een klankesthetiek uit het midden van de 19e eeuw. Het orgel werd in 1992 gerestaureerd door de orgelmakerij Alfred Führer.
| I Manuaal C–f3 |             |      |
| 1.             | Principaal  | 8′   |
| 2.             | Bourdon     | 16′  |
| 3.             | Gamba       | 8′   |
| 4.             | Holfluit    | 8′   |
| 5.             | Oktaaf      | 4′   |
| 6.             | Quint       | 2/3′ |
| 7.             | Oktaaf      | 2′   |
| 8.             | Mixtuur III |      |
| 9.             | Trompet     | 8′   |

| II Manuaal C–f3 |                 |    |
| 10.             | Lieflijk gedekt | 8′ |
| 11.             | Salicionaal     | 8′ |
| 12.             | Gemshoorn       | 4′ |
| 13.             | Klarinet        | 8′ |

| Pedaalwerk C–d1 |                  |     |
| 14.             | Subbas           | 16′ |
| 15.             | Principaalbas    | 8′  |
|                 | Trompet (vacant) | 8′  |